# Comore ai Giochi della XXVIII Olimpiade
Le Comore parteciparono ai Giochi della XXVIII Olimpiade, svoltisi ad Atene, Grecia, dal 13 al 29 agosto 2004, con una delegazione di 3 atleti impegnati in due discipline.

## Risultati

### Atletica leggera
| Q | Qualificato al turno successivo per la posizione in qualificazione                                                           |
| q | Qualificato per il turno successivo per ripescaggio o, negli eventi su campo, conquistando la misura minima per qualificarsi |

Maschile
Eventi su pista e strada
| Atleta          | Evento      | Batteria  | Batteria   | Quarti di finale | Quarti di finale | Semifinale      | Semifinale      | Finale          | Finale          |
| Atleta          | Evento      | Risultato | Classifica | Risultato        | Classifica       | Risultato       | Classifica      | Risultato       | Classifica      |
| --------------- | ----------- | --------- | ---------- | ---------------- | ---------------- | --------------- | --------------- | --------------- | --------------- |
| Hadhari Djaffar | 100 m piani | 10"62     | 7º         | non qualificato  | non qualificato  | non qualificato | non qualificato | non qualificato | non qualificato |

Femminile
Eventi su pista e strada
| Atleta              | Evento         | Batteria  | Batteria   | Semifinale      | Semifinale      | Finale          | Finale          |
| Atleta              | Evento         | Risultato | Classifica | Risultato       | Classifica      | Risultato       | Classifica      |
| ------------------- | -------------- | --------- | ---------- | --------------- | --------------- | --------------- | --------------- |
| Salhate Djamalidine | 400 m ostacoli | 59"72     | 7ª         | non qualificata | non qualificata | non qualificata | non qualificata |

### Sollevamento pesi
| Atleta          | Evento          | Strappo   | Strappo    | Slancio   | Slancio    | Totale | Classifica |
| Atleta          | Evento          | Risultato | Classifica | Risultato | Classifica | Totale | Classifica |
| --------------- | --------------- | --------- | ---------- | --------- | ---------- | ------ | ---------- |
| Chaehoi Fatihou | −85 kg maschile | 80        | r          | -         | -          | -      | r          |